# (1444) Pannonia
(1444) Pannonia ist ein Asteroid des Hauptgürtels, der am 6. Januar 1938 von dem ungarischen Astronomen György Kulin am Konkoly-Observatorium in Budapest entdeckt wurde.
Der Name des Asteroiden erinnert an die frühere römische Provinz Pannonia, die weitgehend übereinstimmt mit Transdanubien im heutigen Ungarn.